# Anser (animal)
Anser es un género de aves anseriformes de la familia Anatidae conocidos vulgarmente como ánsares o gansos. Dos de sus especies, Anser anser y Anser cygnoides, incluyen varias razas domesticadas que se conocen como ocas. 

## Especies
El género Anser incluye ocho especies y diversas subespecies:
| Imagen | Nombre Científico    | Nombre común       | Distribución                 |
| ------ | -------------------- | ------------------ | ---------------------------- |
|        | Anser indicus        | ánsar indio        | Asia central                 |
|        | Anser anser          | ánsar común        | Eurasia y el norte de África |
|        | Anser cygnoides      | ánsar cisnal       | Asia Oriental                |
|        | Anser fabalis        | ánsar campestre    | Eurasia                      |
|        | Anser brachyrhynchus | ánsar piquicorto   | Europa                       |
|        | Anser serrirostris   | ánsar de la tundra | Eurasia                      |
|        | Anser albifrons      | ánsar careto       | Eurasia y Norteamérica       |
|        | Anser erythropus     | ánsar careto chico | Eurasia                      |

Tradicionalmente el género contenía tres especies más que ahora se incluyen un género separado, Chen, estas son:
| Imagen | Nombre Científico | Nombre común    | Distribución                         |
| ------ | ----------------- | --------------- | ------------------------------------ |
|        | Chen canagicus    | ánsar emperador | mar de Bering                        |
|        | Chen rossii       | ánsar de Ross   | América del Norte                    |
|        | Chen caerulescens | ánsar nival     | América del Norte y la isla Wrangell |

## Gansos domésticos

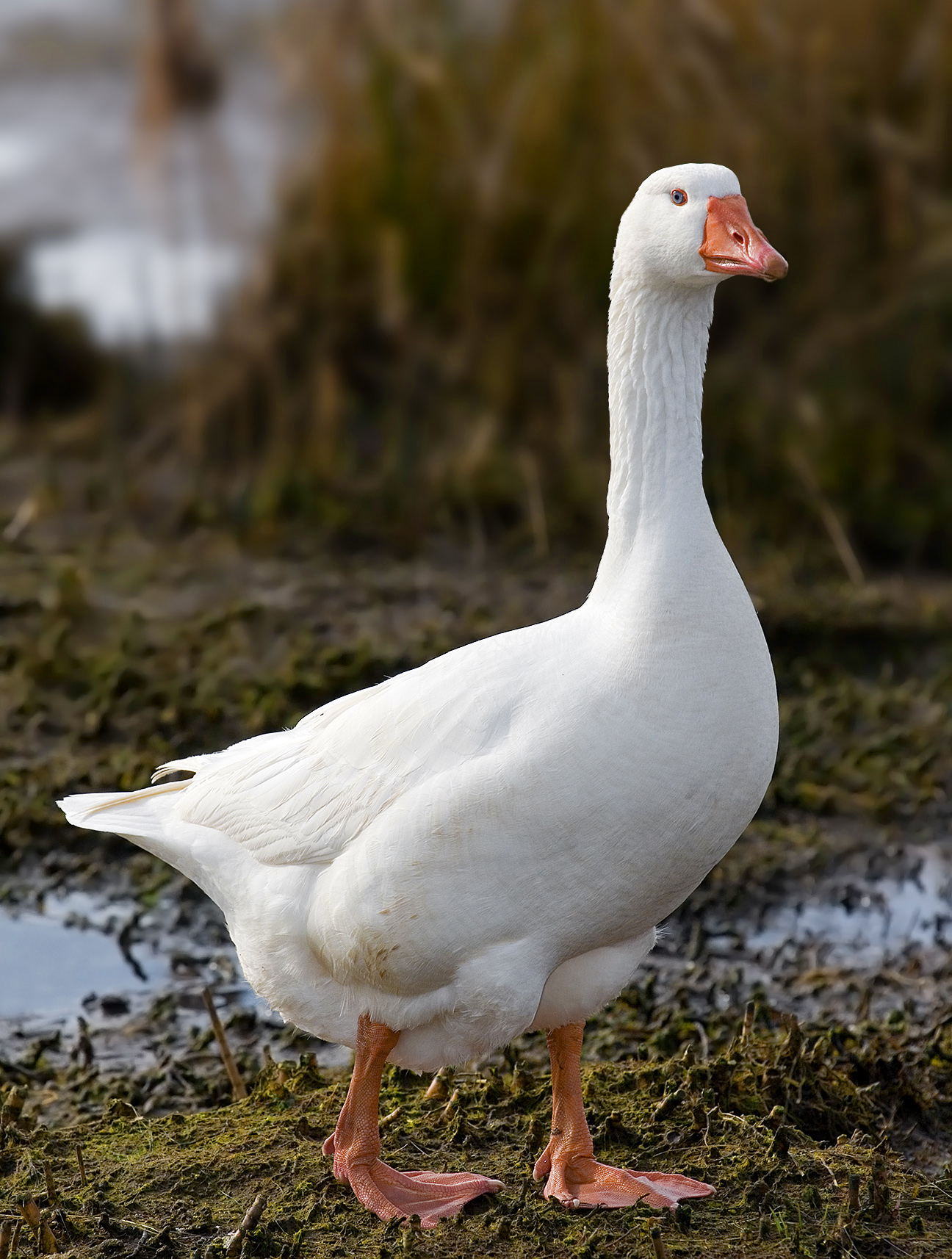
Ganso doméstico.

Los gansos domésticos de hoy día descienden todos de dos especies: las razas del oeste de Europa del ánsar común (Anser anser) y las razas asiáticas del ganso cisnal (Anser cygnoides). Estos dos parientes salvajes de los gansos domésticos son originarios de las zonas templadas del hemisferio norte. El ánsar común, el más meridional de los ánsares que se reproducen en Europa, ha sido domesticado por el hombre desde la época del neolítico. Es el ancestro de la mayor parte de las razas europeas de gansos. El ánsar cisnal es originario de China y Mongolia. A pesar de que fue domesticado bajo el nombre de "ganso chino" desde hace unos tres mil años, en estado salvaje sigue siendo una de las especies de aves acuáticas subárticas menos estudiadas. A diferencia de las gallinas, los gansos tienen la gran ventaja de poder ser criados únicamente a partir de proteínas provistas por la hierba. Los gansos tienen tendencia a consumir más de lo que les es necesario, tendencia que ha sido explotada durante largo tiempo tanto para su engorde como para hacerlos demasiado pesados para volar. Puesto que los gansos amansados se reproducen libremente con los individuos salvajes cuando se encuentran, la domesticación no ha resultado en la creación de razas identificadas.
El ganso chino puede ser fácilmente distinguible de la oca europea por la presencia de una protuberancia en la base del pico, si bien los híbridos entre ambas especies pueden presentar una gradación para la presencia y el tamaño de la misma.
La domesticación del ganso data desde la antigüedad, de hecho, existe evidencia arqueológica de que tal proceso comenzó en Egipto hace unos cinco mil años. Los gansos domésticos han sido seleccionados para tener un mayor tamaño corporal que sus parientes silvestres. Así, el ganso doméstico puede pesar hasta 10 kg mientras que el ganso cigüeña llega solo hasta los 3,5 kg y el ganso cenizo hasta los 4,1 kg. Este incremento en el tamaño corporal afectó también la estructura general del cuerpo, de modo tal que mientras los gansos salvajes tienen una postura horizontal y un extremo posterior delgado, los gansos domésticos -al depositar gran cantidad de grasa hacia la cola- presentan un extremo posterior más gordo y pesado, lo que las obliga a tener una postura más vertical. Además, esta característica también impide que los gansos domésticos puedan volar.
Durante la domesticación también han sido altamente seleccionados para incrementar su fecundidad. De hecho, las hembras del ganso doméstico ponen hasta ciento sesenta huevos por año mientras que las especies de ganso silvestre solo ovopositan de cinco a doce. Los cambios en el color del plumaje, en cambio, han sido variables. Algunos han sido seleccionados para perder los tonos castaño oscuro característico del ave silvestre lo que dio como resultado animales completamente cubiertos en plumas blancas. Otros retienen un color del plumaje similar al de las especies originales, como el ganso de Toulouse. También tiene la característica de ser ave guardián en las granjas por excelencia.

## Estado de conservación de las especies salvajes
Además de las dos especies del género que tienen gran importancia comercial, ya que han sido domesticadas como aves de corral: El ganso domesticado europeo deriva del ánsar común, y los gansos domésticos chinos y algunos africanos derivan del ganso cisne.
La mayoría de las especies se cazan en mayor o menor medida; en algunas zonas, algunas poblaciones están en peligro debido a la caza excesiva. En particular, el ánsar careto chico está clasificado en la Lista Roja de la UICN como especie vulnerable en toda su área de distribución, y debido a la caza excesiva y a la destrucción desenfrenada de su hábitat, la población del ánsar cisne está a punto de colapsar, lo que le ha llevado a figurar en la lista de especies en peligro de extinción.
Otras especies se han beneficiado de la reducción de la caza desde finales del siglo XIX y principios del XX, y la mayoría de las especies de Europa occidental y Norteamérica han experimentado un notable aumento en respuesta a la protección. En algunos casos, esto ha provocado conflictos con la agricultura, cuando grandes bandadas de gansos pastan en los cultivos durante el invierno.